# Ilota
En la Grecia antigua los ilotas (del lat. Ilōta, y este del gr. εἱλώτης, heilṓtēs) eran los siervos de Esparta, más específicamente eran los esclavos de los lacedemonios. No hay que confundirlos con los esclavos-mercancía. El ilotismo se halla también en otras sociedades griegas, como Tesalia, Creta o incluso Sicilia. En términos más actuales, el ilotismo se refiere a las personas desposeídas de sus derechos ciudadanos.
Los ilotas ocupaban una situación muy inferior a la de los periecos y de los homoioi, y estaban considerados como originarios de Mesenia, en el suroeste del Peloponeso. Eran esclavos públicos, propiedad del Estado espartano, y formaban parte integrante de los bienes rurales de los espartanos, también conocidos como los homoioi. Esta gente estaba adscrita a la tierra, que era propiedad del Estado espartano, pero que era repartida en calidad de cesión a los homoioi, los cuales se encargaban de que los ilotas la explotaran.
Cuanto mayor era su número, más crecía la desconfianza y crueldad con que los espartiatas los trataban, hasta el punto que había un ritual (la Krypteia) organizado a propósito para la persecución y el exterminio de los ilotas. Además, la flagelación anual en público y el vestir de forma diferente, funcionaban como medidas intimidatorias para que no se sublevaran.
Los ilotas son los campesinos de Esparta. Eran descendientes de las comunidades campesinas mesenias sometidas a la fuerza por los dirigentes. Su estatus se crea con la reforma de Licurgo. No son estrictamente esclavos, sino siervos: pertenecen al Estado, están adscritos a la propiedad que cultivan, no son objeto de comercio, pueden casarse y tener hijos y se quedan con los frutos de su trabajo una vez deducida la renta que corresponde al titular de la hacienda.
De modo excepcional, los ilotas podían ser reclutados para el ejército y liberados luego. Mucho más numerosos que los ciudadanos, la reforma de Licurgo les dejó por completo al margen de la vida social. Los “Iguales”, que temían su rebelión, les declaraban solemnemente la guerra cada año, los humillaban y aterrorizaban (Krypteia).

## Etimología
La palabra proviene del latín ilōta, y este del griego antiguo Εἱλώτης, Heilṓtēs. La etimología que relaciona el término εἵλως, -ωτος (heílōs, -ōtos) con el nombre de la ciudad de Helos (en griego antiguo: Ἕλος, Hélos), situada al sur de Esparta, ya aparece en Helánico y en Teopompo, pero es poco verosímil, tanto en el aspecto histórico como en el lingüístico. Al respecto, Pausanias afirma: «Ellos fueron los primeros llamados ilotas». El nombre sería, pues, un simple etnónimo, pues otra explicación sería poco plausible en el plano histórico e imposible en el plano fonético.
Se ha propuesto relacionar la palabra con el griego ϝαλῶναι (walṓnai), aoristo de ἁλίσκομαι (halískomai), «ser capturado, estar prisionero». De hecho, algunos autores no consideran la palabra como un simple etnónimo, sino como un nombre con connotación. Antíoco de Siracusa escribe: «[ellos] fueron decretados esclavos y llamados ilotas», mientras que Teopompo apunta: «llamaron a las poblaciones serviles, a unos, ilotas, a otros, penestes». Sin embargo, la explicación es dudosa: no se puede concluir que el nombre no tenga etimología.
Es cierto que una parte del ilotismo es resultado de las conquistas: es el caso de los mesenios, reducidos en el siglo VIII a. C. en el curso de las distintas guerras mesenias. Además, Heródoto llama «ilotas» a los mesenios.[cita requerida]
Respecto a los primeros ilotas, la situación es menos clara. Según la tradición (Teopompo), serían los descendientes de los habitantes iniciales, aqueos, que a la llegada de los dorios fueron sometidos. Pero todos los aqueos no pudieron ser reducidos al ilotismo: así, la ciudad de Amiclas, sede de las Jacintias, gozaba de un estatus privilegiado. Otros autores antiguos proponen teorías alternativas: según Antíoco de Siracusa, los ilotas son los lacedemonios que originalmente no han participado en las guerras mesenias. Para Éforo de Cumas, son los periecos de Helo, rebelados y después reducidos a la esclavitud. La historiografía moderna apoya la tesis de Antíoco de Siracusa.

## Historia

### Orígenes
La creencia de que el ilotismo fue el resultado de la agresión de los invasores dorios de Laconia ya estaba contenida en la tradición clásica. Según Teopompo los ilotas eran los descendientes de los habitantes pregriegos que habían sido subyugados por los aqueos antes de la llegada de los dorios. Pese a lo que la arqueología ha podido revelar, nuestro conocimiento de las condiciones en Laconia es aún muy fragmentario. No hay ninguna idea definitiva del papel jugado por los habitantes pregriegos en el asentamiento de Laconia antes de la invasión doria y, por ello, la afirmación de Teopompo de que los ilotas laconios eran aqueos, se acepta generalmente.
Como en Atenas antes de Solón, los campesinos espartanos que no podían pagar sus deudas, se hicieron dependientes de los terratenientes y luego se convirtieron en ilotas. Esta «servidumbre» se constituyó después de la conquista de Mesenia, lo que significa que el ilotismo se modeló por evolución. Los ilotas laconios se desarrollaron como resultado de la experiencia ganada después de las guerras mesenias.
Campesinos laconios y mesenios que fueron asignados a la tierra que originariamente les perteneció (los habitantes de las ciudades costeras y de algunos asentamientos tierra adentro no fueron reducidos a la condición de ilotas, sino que se convirtieron en periecos). Esta tierra fue parcelada en lotes (klêros) que se entregaban en usufructo a los ciudadanos (tanto las tierras como los ilotas que las trabajaban pertenecían al Estado, por lo que el ciudadano para el que trabajaban no podía liberarles).
Los ilotas espartanos estaban en relación directa con un ciudadano particular de Esparta, en cuyo kleros estaban trabajando. Cada klêros era cultivado por varias familias de ilotas bajo el control de funcionarios designados por el Estado espartano. Tenían que entregar parte de la cosecha a la familia usufructuaria del klêros (Apopfora), de forma que el resto quedaba a su disposición. Hay discrepancias sobre si los ilotas debían entregar a sus amos la mitad de lo que cosechaban o tenían unas cantidades asignadas de antemano, fuera cual fuese la producción. Un detalle importante es que los ilotas eran poseedores de los medios de producción que usaban (aperos, ganado y enseres domésticos), lo cual les diferencia del resto de esclavos griegos. Aparte de la explotación a que estaban sometidos, los ilotas eran obligados, en algunos casos, a participar en las campañas militares en calidad de porteadores, auxiliares e incluso como infantería ligera.
El antagonismo entre ilotas y espartanos constituyó siempre una constante de la política interior y exterior del Estado espartano. Unos y otros vivían en una situación de continua tensión. Los ilotas mantenían a los espartanos bajo la constante amenaza de la revuelta. Hay que tener en cuenta que los ilotas sobrepasaban en número a los ciudadanos en una proporción de veinte a uno, y que eran el núcleo de la producción agrícola espartana. Por otra parte, los espartanos, temiendo que se rebelasen, dudaban siempre en embarcarse en campañas militares que les llevasen fuera de Esparta. Además, para mantener sojuzgados a los ilotas, habían institucionalizado la krypteía. Cada año, los éforos declaraban la guerra a los ilotas. Los jóvenes espartanos, en su formación como guerreros, se dispersaban por las regiones rurales donde vivían los ilotas y atacaban, durante la noche, los poblados ilotas para matar a los contestatarios y posibles cabecillas.
A pesar de todo, como consecuencia de la angustiosa necesidad de Esparta de ciudadanos (homoioi), la presencia en el ejército espartano de ilotas fue cada vez más frecuente. Los ilotas servían como infantería ligera o como remeros en la flota. Durante la guerra del Peloponeso, incluso lucharon como infantería pesada (hoplitas). Los ilotas que se distinguían en batalla podían ser incluso liberados (los neodamodes). Sin embargo, los ilotas no desaparecieron y cuando los romanos invadieron Laconia en 195 a. C., todavía encontraron allí ilotas que vivían en su tradicional estado.
Según autores como Arnold J. Toynbee, el sistema de sometimiento de los ilotas, consecuencia de las conquistas espartanas, fue el hecho que produjo el estancamiento de Esparta, su incapacidad para asumir el liderazgo de Grecia y su definitivo fracaso.

### El ilotismo
El rasgo común al ilotismo y a la esclavitud era un estado que podía ser descrito como «ausencia de libertad». Se ha señalado que existía en las regiones menos desarrolladas del Oriente Próximo, una forma de esclavitud que recuerda al ilotismo. De interés particular son las referencias a la subyugación de los antiguos habitantes de Canaán por los israelitas. Este tipo de servidumbre parece haberse dado cuando conquistadores, que todavía no son sedentarios ni han desarrollado el principio de la propiedad privada, se apoderan de tierra agrícola y subyugan a los campesinos que la trabajan. La forma de dependencia variaba según las condiciones locales, lo que explica las diferencias entre la forma encontrada en Esparta y la de Creta, las dos muy similares.
No es apropiado el término de servidumbre por varias razones:
- Al contrario que en la servidumbre feudal, la dependencia de los campesinos de Esparta (y otros lugares de la Grecia Antigua) no era resultado de la gradual diferenciación de clases, sino que surgió de una expansión agresiva. Se formó en una etapa primitiva de la civilización basada primariamente en la esclavitud y (como prueban de manera particular las condiciones en Creta) que tendería a la esclavitud.
- Al contrario de los siervos feudales, los ilotas no estaban ligados a los propietarios de tierra individuales, sino a todo el cuerpo de conquistadores. Junto a la agresión, es decir, la adquisición por la fuerza de la tierra y del pueblo que la trabaja, un factor decisivo en la aparición del ilotismo fue el bajo nivel de civilización de los conquistadores, como se ve en sus relaciones de propiedad con respecto a la tierra y a los productores primarios.

Es más una «esclavitud no desarrollada» o «un tipo no desarrollado de esclavitud». Además del ilotismo conocido en las comunidades espartanas y cretenses, parecen haber existido otras formas específicas de «esclavitud no desarrollada».

## Casos similares
Ya en la Antigüedad, la condición de ilota fue comparada con los klarotai en Creta, penestai en Tesalia o los mariandynoi en Heraclea Póntica. En todos los casos se trataba de siervos agrícolas cuya condición difería de la mayoría de los esclavos, basada en un contrato con su amo donde no podían ser expulsados de la tierra y podían tener sus propiedades, pero debían entregar parte de su producción a sus amos.
Otros términos usados para describir una condición similar de siervos campesinos carentes de derechos políticos fueron killyrioi en Siracusa, gymnétes en Argos, woikiatai en Locris, apetarioi en Creta y contadi en Italia. Se ha teorizado que los dóricos siguieron el mismo modelo de subyugación de las poblaciones nativas vencidas, siendo los casos más llamativos Esparta, Creta y Tesalia.
En Atenas hubo una clase similar, los hektemoroi, campesinos arrendatarios de condición hereditaria y cuyas deudas los volvía prácticamente esclavos de los terratenientes. Gracias a las reformas de Solón fueron liberados, probablemente volviéndose dueños de las tierras que trabajaban y prohibiendo la esclavitud por deudas.